# Сем Тротон
Сем Тротон (англ. Sam Troughton) (нар. 21 березня 1977) — англійський актор театру і кіно. Його батько — Девід Тротон, а дід — Патрік Тротон, відомий своєю роллю Доктора в серіалі «Доктор Хто». Тротон знімався у ряді англійських телесеріалів («Війна Фойла», «Відьма», «Містечко», «Робін Гуд», а також в кіно («Сільвія», «Чужий проти Хижака», «Змова проти корони», «Пастка для привидів»).

## Біографія
Сем Тротон народився 21 березня 1977 року в акторській родині (один з його братів Вільям теж актор). Він вивчав акторську майстерність в Університеті Халла, який закінчив у 1998 році.

### Ролі в кіно
Його першою роллю була поява в 2000 році в телевізійному фільмі «Літо в передмісті» в ролі констебля. З жовтня 2006 актор почав зніматися в серіалі «Робін Гуд» в ролі колишнього слуги Робіна Гуда, Мача.

### Ролі в театрі
Серед його театральних ролей можна відзначити появу в образі Орландо у п'єсі «Як вам це сподобається» (постановка Сем'юеля Веста) в театрі Крусібл в Шеффілді.
У 2009 році актор з'явився в декількох постановках Королівської шекспірівської компанії: «Юлій Цезар» (Брут) і «Зимова казка» (третій джентльмен). У 2010 виконав ролі Ромео в «Ромео і Джульєтті» та Артура у «Смерті Артура». Також він брав участь у постановці п'єси «Трамвай „Бажання“» в Ліверпулі.
У 2013 році актор повернувся в театр Крусібл і зіграв у п'єсі «Король Лір» у Королівському національному театрі в 2014.

## Фільмографія
| Рік  | Фільм                                                                    | Роль                      | Примітки                                                |
| ---- | ------------------------------------------------------------------------ | ------------------------- | ------------------------------------------------------- |
| 2000 | Літо в передмісті (Summer in the Suburbs)                                | констебль                 | ТБ-фільм                                                |
| 2002 | Еліта спецназу (Ultimate Force)                                          | Стюарт                    | Серіал (1 серія: «The Killing House»)                   |
| 2002 | Війна Фойла                                                              | другий поліцейський       | Серіал (1 серія: "The German Woman)                     |
| 2003 | Сім чудес індустріального світу ('Seven Wonders of the Industrial World) | Х. Пірсі Больнуа          | Серіал (1 серія: «The Sewer King»)                      |
| 2003 | Сільвія ('Sylvia)                                                        | Том Хедлі-Кларк           | Фільм                                                   |
| 2003 | Суддя Джон Дід (Judge John Deed)                                         | Дуг Велкин                | Серіал (1 серія: «Conspiracy»)                          |
| 2004 | Змова проти корони                                                       | Томас Уінтер              | ТБ-Фільм                                                |
| 2004 | Чужий проти Хижака                                                       | Томас Паркс               | Фільм                                                   |
| 2004 | Месія (Messiah: The Promise)                                             | Томас Стоун               | ТБ-фільм                                                |
| 2004 | Віра Дрейк                                                               | Дейвід                    | Фільм                                                   |
| 2005 | Пастка для привидів                                                      | Нік                       |                                                         |
| 2005 | Відьма (Hex)                                                             | Джез Херіот/Реміель       | Серіал (6 серій)                                        |
| 2006 | Робін Гуд                                                                | Муч                       | Серіал (38 серій: 2006—2009)                            |
| 2012 | Містечко                                                                 | Джефф                     | Серіал (3 серії)                                        |
| 2016 | Порожня корона                                                           | Георг, герцог Кларенський | Серіал (2 серії — «Henry VI part II», and «Річард III») |
| 2017 | Ритуал                                                                   | Дом                       | Фільм                                                   |
| 2019 | Чорнобиль                                                                | Олександр Акімов          | Мінісеріал                                              |
| 2020 | Манк                                                                     | Джон Хаусман              |                                                         |
| 2024 | Чорні голуби                                                             | Стівен                    | Серіал (6 серій)                                        |